# 浦邊遺址
浦邊遺址位於中華民國金門縣金沙鎮浦山里的浦邊與蘭厝之間，是內政部營建署於民國八十三年到八十四年（1994年、1995年）委託中研院陳仲玉副研究員到金門進行考古時所發現的遺址，於民國八十五年（1996年）3月13日獲得證實。出土貝類經過碳十四測定，遺址年代約在距今4000年到3400年之間。在當時進行挖掘時並未發現有石器的存在，而陶器絕大多數都是屬於紅橙色系。